# غوردون كامبل (سياسي)
غوردون كامبل (بالإنجليزية: Gordon Campbell) هو كاتب غير روائي وسياسي بريطاني، ولد في 6 يناير 1886 في المملكة المتحدة، وتوفي في 3 يوليو 1953 في نفس البلد. في الانتخابات العامة في المملكة المتحدة 1931 ‏، انتخب عضو برلمان المملكة المتحدة الـ36 عن دائرة بورنلي (27 أكتوبر 1931 – 25 أكتوبر 1935).